# Tim Vincken
Tim Joost Christiaan Vincken (Berkel en Rodenrijs, 12 september 1986) is een voormalig Nederlandse profvoetballer.

## Carrière
De aanvaller begon zijn carrière in 2004 bij Feyenoord. Voorheen speelde hij bij de Berkelse amateurclub TOGB. Vincken was in 2005 actief op het wereldkampioenschap voor spelers tot 20 jaar, dat in Nederland werd gehouden.
Vincken maakte op 8 mei 2005 zijn debuut in het betaalde voetbal namens Feyenoord. Door hamstringproblemen speelde Vincken in het seizoen 2007/08 geen wedstrijden in de hoofdmacht van Feyenoord. Op 9 februari 2009 maakte hij zijn rentree bij Jong Feyenoord in het competitieduel tegen Jong De Graafschap (3-1 winst) na sinds april 2007 geen wedstrijd meer te hebben gespeeld. Vincken werd in het seizoen 2009/10 door Feyenoord verhuurd aan Excelsior. Daar werd hij kampioen van de Eerste divisie. 
Op 25 maart 2010 maakt Feyenoord bekend dat zijn aflopende contract aan het eind van het seizoen 2009/10 niet gaat verlengen. Vincken tekende een tweejarig contract bij Excelsior.
Op 3 juni 2012 werd bekend dat Vincken een tweejarig contract heeft getekend bij De Graafschap. In zijn eerste seizoen op de Vijverberg zou hij tot 27 wedstrijden komen, waarin hij 4 maal tot scoren kwam. In de zomer van 2014 liep zijn contract af. Op 15 december tekende hij in Spanje een contract bij Club Deportivo Atlético Baleares dat uitkomt in de Segunda Division B. Daar werd zijn contract eind december 2015 ontbonden. Op 31 mei 2016 maakte het dan net voor de  Derde divisie geplaatste vv Capelle bekend dat Vincken vanaf het seizoen 2016/17 voor de club zou spelen.
Vincken werd per seizoen 2018-2019 assistent trainer-coach van het team onder 17-1 van TOGB (landelijke 2e divisie) onder leiding van hoofdtrainer-coach Ivo Loovens. Net als Roland Bergkamp, die samen met Lex van Winden het team onder de 17-2 gaat trainen keerde hij terug bij TOGB.
In juli 2019 ging  Vincken aan de slag als jeugdtrainer bij Almere FC en sinds 2022 is hij in dezelfde functie werkzaam bij Sparta Rotterdam.

## Clubstatistieken
| seizoen | club              | land      | competitie         | duels | doelp. |
| ------- | ----------------- | --------- | ------------------ | ----- | ------ |
| 2004/05 | Feyenoord         | Nederland | Eredivisie         | 3     | 0      |
| 2005/06 | Feyenoord         | Nederland | Eredivisie         | 3     | 0      |
| 2006/07 | Feyenoord         | Nederland | Eredivisie         | 23    | 1      |
| 2007/08 | Feyenoord         | Nederland | Eredivisie         | 0     | 0      |
| 2008/09 | Feyenoord         | Nederland | Eredivisie         | 0     | 0      |
| 2009/10 | Excelsior         | Nederland | Eerste divisie     | 8     | 3      |
| 2010/11 | Excelsior         | Nederland | Eredivisie         | 24    | 5      |
| 2011/12 | Excelsior         | Nederland | Eredivisie         | 22    | 0      |
| 2012/13 | De Graafschap     | Nederland | Eerste divisie     | 27    | 4      |
| 2013/14 | De Graafschap     | Nederland | Eerste divisie     | 31    | 5      |
| 2014/15 | Atlético Baleares | Spanje    | Segunda División B | 13    | 1      |
| 2015/16 | Atlético Baleares | Spanje    | Segunda División B | 3     | 0      |
| Totaal  | Totaal            | Totaal    | Totaal             | 157   | 19     |